# ملعب كينغ باور
ملعب كينغ باور (بالإنجليزية: King Power Stadium)‏ هو ملعب كرة قدم في ليستر بإنجلترا. اُفتُتح عام 2002 ، يتسع الملعب إلى 32,312 متفرج. هو الملعب الرئيسي لنادي ليستر سيتي منذ 2002 الذي كان يلعب سابقًا في ملعب فيلبرت ستريت.